# Parevania aurata
Parevania aurata är en stekelart som beskrevs av Pierre L. G. Benoit 1950. Parevania aurata ingår i släktet Parevania och familjen hungersteklar. Inga underarter finns listade i Catalogue of Life.